# Le Fossat
Le Fossat település Franciaországban, Ariège megyében. Lakosainak száma 1061 fő (2022. január 1.). Le Fossat Artigat, Carla-Bayle, Durfort, Villeneuve-du-Latou és Sainte-Suzanne községekkel határos.

## Népesség
A település népességének változása:
| Lakosok száma | 656  | 658  | 754  | 964  | 1076 | 1067 | 1037 | 1046 | 1041 | 1061 |
|               | 1968 | 1982 | 1990 | 2006 | 2013 | 2015 | 2017 | 2019 | 2020 | 2022 |